# Партнёры (телесериал, 2014)
Партнёры (англ. Partners) — американский ситком с Келси Грэммером и Мартином Лоуренсом в главных ролях, который выходил на телеканале FX. Премьера состоялась 4 августа 2014 года.
Шоу начинается с того, как два юриста из Чикаго, абсолютно разного социального происхождения, налаживают партнёрские отношения после неожиданной встречи в суде в худший день своей жизни.
FX заказал 10 эпизодов ситкома и, если он хорошо себя покажет в первом показе, телесеть закажет еще 90 дополнительных эпизодов. Но из-за низких рейтингов первого сезона сериал был закрыт.

## В ролях
- Келси Грэммер — «Аллен Брэддок», отчаянный адвокат, уволенный из фирмы своего отца
- Мартин Лоуренс — «Маркус Джексон», общественный деятель, который переживает развод
- Рори о’Мэлли — «Майкл», амбивалентный гей-помощник Маркуса[3]
- Эди Паттерсон — «Вероника», информатор юридической фирмы Аллена и Маркуса
- Тельма Хопкинс — «Рут Джексон», мать Маркуса
- Даниэль Уоттс — «Лора Джексон», дочь Маркуса
- МакКейли Миллер — «Лиззи Брэддок», падчерица Аллена

## Производство
Было объявлено, что шоу будет сниматься в Лос-Анджелесе. Оригинальными рабочими названиями были Партнёрство и Брэддок и Джексон.

## Список эпизодов
| №  | Название                                 | Режиссёр      | Сценарист                     | Дата показа в США | Код продукции | Зрители США (в миллионах) |
| -- | ---------------------------------------- | ------------- | ----------------------------- | ----------------- | ------------- | ------------------------- |
| 1  | «They Come Together»                     | Келси Грэммер | Роберт Л. Боэт и Роберт Хорн  | 4 августа 2014    | 1003          | 1.12                      |
| 2  | «let's Have a Simple Gwedding»           | Джо Регалбато | Роберт Хорн                   | 4 августа 2014    | 1006          | 1.01                      |
| 3  | «Another Man'S Wingtips»                 | Джо Регалбато | Боб Коз и Даг Коз             | 11 августа 2014   | 1007          | 0.86                      |
| 4  | «Who'S Your Mama?»                       | Стив Цукерман | Жанетт Коллинз и Мими Фридман | 11 августа 2014   | 1004          | 0.70                      |
| 5  | «Jurist Prudence»                        | Стив Цукерман | Уоррен Хатчерсон              | 18 августа 2014   | 1005          | 0.45                      |
| 6  | «Paralegal Activity»                     | Рич Коррелл   | Дэвид Лав                     | 18 августа 2014   | 1002          | 0.38                      |
| 7  | «The Curious Case of Benjamin Butt-Ugly» | Рич Коррелл   | Аллан Райс                    | 25 августа 2014   | 1001          | 0.65                      |
| 8  | «The Law School Reunion»                 | Келси Грэммер | Дэвид Арнольд                 | 25 августа 2014   | 1010          | 0.56                      |
| 9  | «Doug Day Afternoon»                     | Рич Коррелл   | Ларри Минц и Боб Гриффард     | 1 сентября 2014   | 1008          | 0.78                      |
| 10 | «How to Get a Head in Advertising»       | Рич Коррелл   | Лес Файрстайн                 | 1 сентября 2014   | 1009          | 0.75                      |